# Stapi'sknuh
Stapi'sknuh, ime za jednu od bandi Columbia Indijanaca, plemena porodice Salishan, koje spominje čuveni američki fotograf Edward Sheriff Curtis (1907-09) a citira ga Swanton. Živjeli su na području američje države Washington blizu rijeke Wenatechee u susjedstvu bandi Sinkolkolumínuh i Skukulat'kuh.